# 疣突扁鲨
疣突扁鲨（ Squatina aculeata ）是扁鲨科的一种底栖鲨鱼 。该物种是迄今为止已知最稀有的鲨鱼物种之一，也是栖息在地中海的三种扁鲨之一。 该物种生活在水深30-500m深度的沙泥质海床。 

## 体长
疣突扁鲨出生时体长在30-35厘米之间。成年雄性个体的体长为 137-143厘米，而雌性则为120-122厘米，最长可长到188厘米。 

## 外貌

### 体色
疣突扁鲨背部呈暗灰色至浅棕色，散布有极少形状不规则的小白点，也有规则的深褐色小点。没有眼斑。该鱼头部、背部、鳍根部和尾部均有黑色斑点。

### 身体
该鱼头顶有大棘刺，向下排列直至背部。该鱼两眼之间有凹面，眼侧喷水孔之间的距离小于眼长的1.5倍。该鱼鼻须形如茂密的流苏，长有前鼻瓣。

## 分布和范围
疣突扁鲨的分布范围由于种群衰退而不断减少。该鱼的分布范围包括塞内加尔、冈比亚和塞拉利昂的大西洋东海岸，亦包括阿尔及利亚的地中海南部海岸线至东部海盆，以及从土耳其附近海域。疣突扁鲨亦可能分布于阿尔巴尼亚北部沿海。该鱼在阿尔及利亚、撒丁岛、马耳他、利比亚、埃及、巴勒斯坦、黎巴嫩、叙利亚、塞浦路斯南部、克里特岛和希腊西部的分布尚不清楚。 目前，有学者猜测疣突扁鲨已在爱琴海灭绝。

## 栖息地
疣突扁鲨为生活在亚热带海域的大陆架和大陆坡上部的底栖鱼类，常出现在泥泞的海床上，水深在30-500米之间。

## 习性
与其他扁鲨一样，疣突扁鲨为底栖伏击捕食者，其猎物包括小型鲨鱼、硬骨鱼、头足类和甲壳类。

## 繁殖
疣突扁鲨为卵胎生物种。这意味着幼体在母亲体内依靠卵黄发育直至可孵化。疣突扁鲨的一代平均时间为15 年，因此它们的种群成长速度较快。每条雌性一次产仔数从 8 到 12 只不等。 

## 保护状况
疣突扁鲨在IUCN红色名录中为極危，其生存主要威胁为过度捕捞，以及地中海东北部沿海经济发展所带来的海洋污染。地中海沿海众多的城市、工业区和农田导致海水中重金属浓度增加，其中最常见的金属为是铁 (Fe)、锌 (Zn) 和汞 (Hg)。研究员均发现扁鲨的鳃、肝脏和肌肉组织的重金属浓度已到可致中毒的危险水平。 疣突扁鲨曾在地中海拥有颇为庞大的种群，巴利阿里群岛一份1868年的统计显示彼时扁鲨还是常见的渔获，但自20世纪初起由于拖网的广泛应用，疣突扁鲨的栖息地被大规模破坏，种群数量锐减。1989-1998年间科学家对意大利北部水域进行了共9200次拖网采样仍未捕获一次疣突扁鲨。虽然有科学家认为疣突扁鲨在南地中海可能更为常见，但在阿尔沃兰海至爱琴海的南地中海水域捕获的6300余吨渔获中也只有不到1吨为疣突扁鲨。IUCN认为疣突扁鲨在过去的三代（45年间）种群衰退了超过80%，且由于管理不当和过度捕捞在未来亦会面临极大的灭绝风险，故评为极危物种。

## 对人类的威胁
疣突扁鲨对人类基本无害，除非被激怒或其栖息地受到干扰否则不会攻击人类。